# Goodge Col
Goodge Col är ett bergspass i Antarktis. Det ligger i Västantarktis. Chile gör anspråk på området. Goodge Col ligger 3 600 meter över havet.
Terrängen runt Goodge Col är huvudsakligen bergig, men åt nordost är den kuperad.  Trakten är obefolkad. Det finns inga samhällen i närheten. 